# Берзупе (остановочный пункт)
Бе́рзупе (латыш. Bērzupe) — бывший остановочный пункт на железнодорожной линии Елгава — Лиепая в Добельском крае Латвии.

## История
Станция была открыта 10 октября 1927 года на участке железнодорожной линии Лиепая — Глуда под названием Яунпилс. 10 ноября 1928 года переименована в Берзупе. В 1932 году по типовому проекту архитектора Я. Шарлова было построено двухэтажное каменное станционное здание, сохранившееся до наших дней.
С 2001 года остановочный пункт не используется для пассажирского сообщения. Проходящие пассажирские дизель-поезда следуют через Берзупе без остановки.